# Ligne 51A du tramway de Budapest
Pour les articles homonymes, voir Ligne 51.
La ligne 51A du tramway de Budapest (en hongrois : budapesti 51A jelzésű villamosvonal) circule entre Mester utca / Ferenc körút et Ferencváros vasútállomás. Cette ligne dessert la Gare de Ferencváros.

## Tracé et stations

### Liste des stations
|  |   |  | Station                                                      | Correspondances    | Arrondissement | Quartier                                | Desserte                                 |
|  | - |  | ------------------------------------------------------------ | ------------------ | -------------- | --------------------------------------- | ---------------------------------------- |
|  | o |  | Mester utca / Ferenc körút                                   | 4 6 24G 51         | 9e arr.        | Középső-Ferencváros                     |                                          |
|  | • |  | Bokréta utca                                                 | 24G 51             | 9e arr.        | Középső-Ferencváros                     |                                          |
|  | • |  | Ferencvárosi rendelőintézet <<<                              | 24G 51 281         | 9e arr.        | Középső-Ferencváros                     |                                          |
|  | o |  | Haller utca / Mester utca                                    | 24 24G 51 281      | 9e arr.        | Középső-Ferencváros                     | Église paroissiale Saint-Vincent-de-Paul |
|  | • |  | Vágóhíd utca                                                 | 51 281             | 9e arr.        | Középső-Ferencváros                     |                                          |
|  | o |  | Mester utca / Könyves Kálmán körút                           | 1 51 281           | 9e arr.        | Középső-Ferencváros / Külső-Ferencváros |                                          |
|  | o |  | Mester utca / Könyves Kálmán körút                           | 1 51 281           | 9e arr.        | Középső-Ferencváros / Külső-Ferencváros |                                          |
|  | o |  | Ferencváros vasútállomás – Málenkij Robot Emlékhely Gare MÁV | 1 281 1 1A 30A 150 | 9e arr.        | Középső-Ferencváros / Külső-Ferencváros |                                          |